# Paulo Madeira
Pour les articles homonymes, voir Madeira (homonymie).
Paulo Madeira, de son nom complet Paulo Sérgio Braga Madeira, est un footballeur portugais né le 6 septembre 1970 à Luanda. Il évoluait au poste de défenseur central.

## Biographie
International, il possède 24 sélections en équipe du Portugal. Il participe à l'Euro 1996 avec l'équipe nationale.

## Carrière
- 1989-1995 :  Benfica
- 1993-1994 :  CS Marítimo (prêté par Benfica)
- 1995-1997 :  CF Belenenses
- 1997-2002 :  Benfica
- 2002-2003 :  Fluminense FC
- 2003-2004 :  Estrela da Amadora

## Palmarès

### En club
Avec le Benfica Lisbonne :
- Champion du Portugal en 1991
- Vainqueur de la Supercoupe du Portugal en 1989

### En sélection
- Champion du monde des moins de 20 ans en 1989